# Itapetininga
Itapetininga – miasto i gmina w Brazylii, w stanie São Paulo. Znajduje się w mezoregionie Itapetininga i mikroregionie Itapetininga.